# Кузнецова, Мария (шахматистка)
Мари́я Кузнецо́ва (латыш. Marija Kuzņecova; род. 2010) — латвийская шахматистка, мастер ФИДЕ среди женщин (2024). Чемпионка Латвии (2025).

## Биография
Кузнецова — воспитанница Рижской шахматной школы. Неоднократная победительница юношеских чемпионатов Латвии: до 10 лет (2019, 2020), до 14 и до 16 лет в 2025 году.
Несколько раз участвовала в на юношеских чемпионатах Европы ив в юношеских чемпионатах мира.
- 2018: чемпионат Европы (14-е место, 1-я среди латвийских шахматисток[7]) и мира (2018, 7-е место)[8] до 8 лет.
- 2019: чемпионат мира до 10 лет — 15-е место[9].
- 2024: 9-е место на чемпионате Европы до 14 лет[10].

С 2019 года Кузнецова регулярно принимает участие в чемпионате Латвии среди женщин, в котором после своего дебюта всегда занимала место в первой восьмёрке. Лучший результат показала в 2025 году, когда стала самой молодой победительницей в истории чемпионатов Латвии.
В 13 лет она стала первым кандидатом в мастера среди женщин в Латвии, а в 14 лет — первым мастером ФИДЕ среди женщин.